# Театри Мелітополя

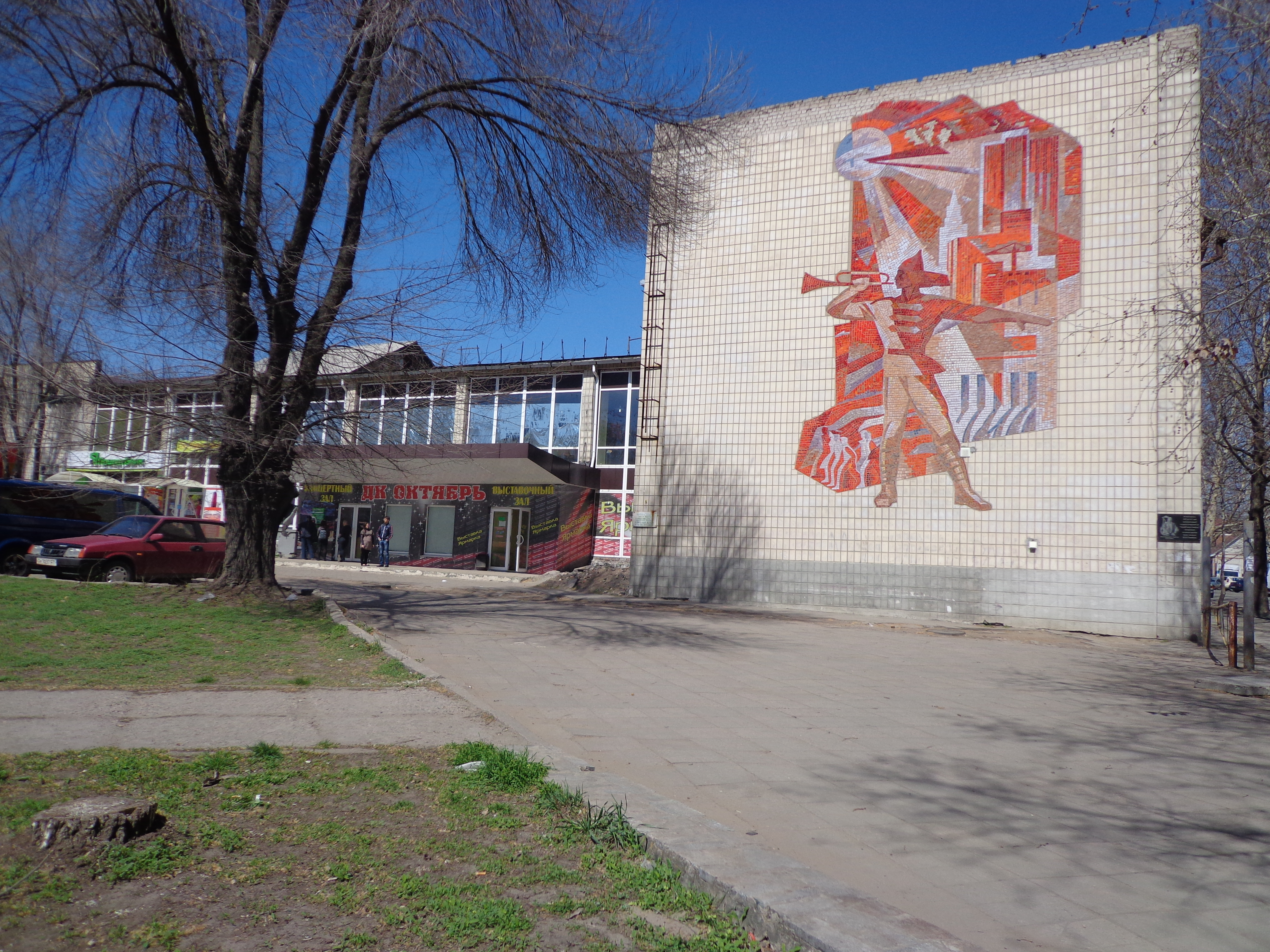
ПК «Жовтень», де розміщувався «Зимовий театр Стамболі»

Хоча спеціалізована будівля театру в Мелітополі відсутня, в місті працюють 6 театральних колективів, які регулярно дають вистави на сценах міста.
Перші 2 театру, «Зимовий театр Стамболі» і «Модерн», були створені в Мелітополі ще до революції. У 1930-і роки на основі «Зимового театру Стамболі» був створений драматичний театр імені Т. Шевченка. У 1948 році театр був перетворений у ПК Шевченко, який тепер є основною сценою для більшості театральних колективів міста.

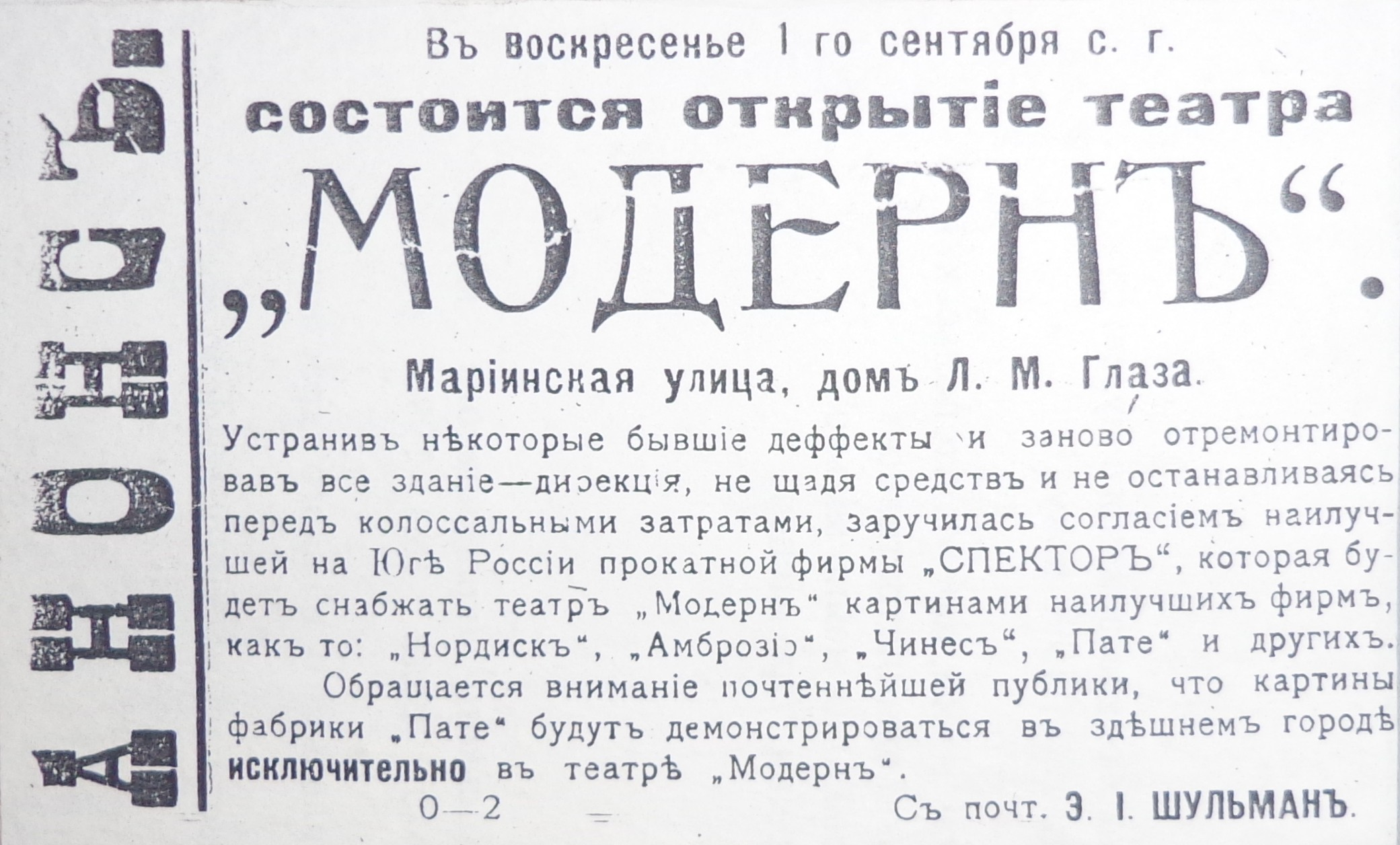
Оголошення про відкриття театру «Модерн»

У Мелітополі працюють драматичні театральні колективи «Время», «Гаудеамус», «Колесо» і «Балаганчик», які часто організують вистави спільними зусиллями, театр ляльок «Червоні вітрила» і театр танцю «Попелюшка». Два колективи носять звання «народних» та один - «зразкового».

## Історія
Перший театр у Мелітополі, «Зимовий театр Стамболі», був заснований підприємцем і меценатом Іллею Стамболі в 1907 році і працював у будівлі нинішнього ПК «Жовтень». До революції 1917 року в Мелітополі також діяв театр «Модерн», що знаходився на Поштовій вулиці. 
У 1930-ті роки «Зимовий театр Стамболі» був перебудований, і на його основі створено драматичний театр імені Шевченка. У ньому часто виступали артисти столичних театрів, а в 1934 році в театрі була створена власна трупа.
Також у середині 1930-х виник театр Мелітопольського педагогічного інституту, нинішній театр «Гаудеамус».

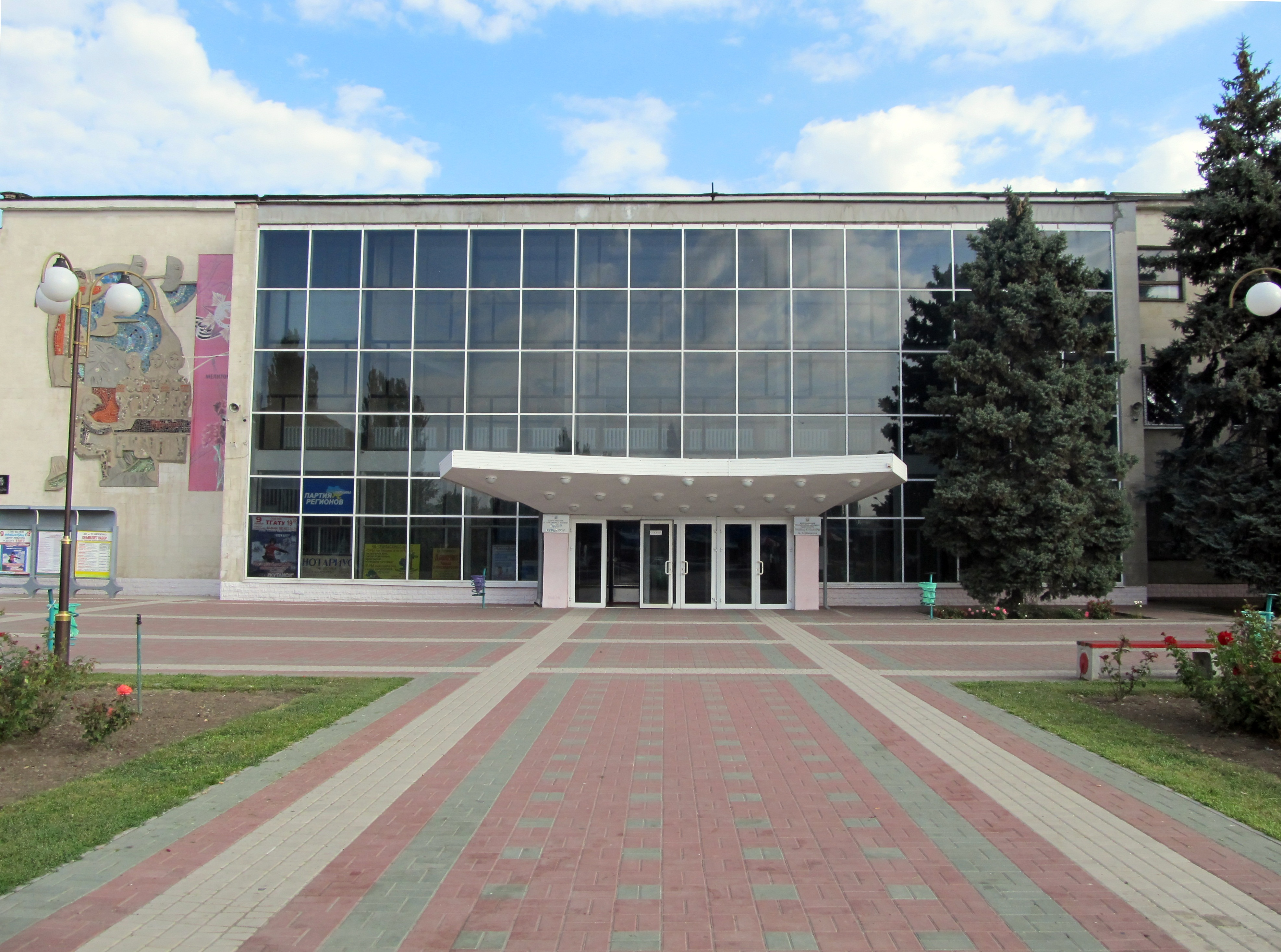
ПК Шевченко, головний концертний зал Мелітополя

У період гітлерівської окупації в місті діяв театр української драми.
У 1948 році театр імені Шевченка був ліквідований, а у його будівлі створений будинок культури імені Т. Г. Шевченка. При будинку культури продовжив роботу драматичний гурток. У 1965 році ПК Шевченко переїхав у нову будівлю на площі Перемоги.
У 1956 році в ДК Шевченко був створений театр драми і комедії «Время». У 1971 році театр отримав звання народного. У 1970-і роки в ПК Шевченко також були організовані театр-студія «Колесо»  і театр ляльок «Червоні вітрила».

## Сучасність
Нині у Мелитополі працює 6 театральних колективів:
| Назва         | Статус                                    | Рік засн.  | Організація  | Керівник                       |
| ------------- | ----------------------------------------- | ---------- | ------------ | ------------------------------ |
| «Время»       | Молодіжний народний театр драми і комедії | 1956       | ПК Шевченко  | Борис Туменко                  |
| «Гаудеамус»   | Театр-студія МДПУ                         | приб. 1935 | МДПУ         | Борис Туменко                  |
| «Колесо»      | Народний театр-студія                     | 1970-і     | ПК Шевченко  | Борис Туменко                  |
| «Балаганчик»  | Шкільний театр                            |            | Гімназія № 9 | Наталя Честнова-Туменко        |
| «Алые паруса» | Театр ляльок                              | 1974       | ПК Шевченко  | Т. Вдовиченко, Ганна Кауфман   |
| «Золушка»     | Театр танцю                               | 1994       |              | Галина Шпилевая, Олег Безручко |